# Saint-Martin-du-Mont (Saône-et-Loire)
Saint-Martin-du-Mont is een gemeente in het Franse departement Saône-et-Loire (regio Bourgogne-Franche-Comté) en telt 151 inwoners (2005). De plaats maakt deel uit van het arrondissement Louhans.

## Geografie
De oppervlakte van Saint-Martin-du-Mont bedraagt 5,3 km², de bevolkingsdichtheid is 28,5 inwoners per km².
De onderstaande kaart toont de ligging van Saint-Martin-du-Mont (Saône-et-Loire) met de belangrijkste infrastructuur en aangrenzende gemeenten.

## Demografie
Onderstaande figuur toont het verloop van het inwonertal (bron: INSEE-tellingen).